# Mary Eleanor Wilkins Freeman
Mary Eleanor Wilkins Freeman, née Mary Ella Freeman le 31 octobre 1852 et morte le 13 mars 1930, est une autrice féministe américaine du XIXe siècle. 

## Biographie
Mary Eleanor Wilkins Freeman est née à Randolph, Massachusetts le 31 octobre 1852, d'Eleanor Lothrop et de Warren Edward Wilkins qui la baptise Mary Ella. Ses parents sont des protestants congrégationalistes. Elle reçoit une éducation très stricte.  
En 1867, la famille s'installe à Brattleboro dans le Vermont. Mary Eleanor Wilkins Freeman obtient son diplôme de l'école secondaire locale. Elle poursuit ses études au Mount Holyoke College à South Hadley dans le Massachusetts, de 1870 à 1871. Elle achève ses études au Glenwood Seminary à West Brattleboro.  
À l'adolescence, elle est tiraillée entre l'envie d'être aimé de sa mère, et pour cela répondre à ses injonctions, et le désir de ne surtout pas devenir une femme passive comme sa mère. Malgré les pressions constantes de sa mère pour qu'elle participe aux tâches ménagères, Mary Eleanor Wilkins Freeman préfère la lecture à la cuisine. Edward Foster rédige une biographie et dira d'elle : « Ne se souciant pas des tâches ménagères, elle les évitait et ne pouvait pas non plus être émue par des tactiques disciplinaires ». La tension croissante entre Mary Eleanor et sa mère est centrée sur sa résistance à entreprendre les tâches domestiques attendues d'une femme. 
La nouvelle The Revolt of Mother publié en 1891 est particulièrement significative dans ce contexte. L'histoire semble avoir été écrite comme un hommage à sa mère. 
En 1873, le commerce familial de marchandises sèches dans le Vermont fait faillite.  Sa mère meurt en 1876. Mary Eleanor Wilkins Freeman change son deuxième prénom en « Eleanor » en sa mémoire. 
Son père meurt subitement en 1883, la laissant avec un héritage de 973 $. Mary Eleanor s'installe à Randolph avec Mary J. Wales, une amie d'enfance. Dans Two friends, elle évoque l'homosexualité et sa perception dans la société. Elle vit de ses écrits,. 

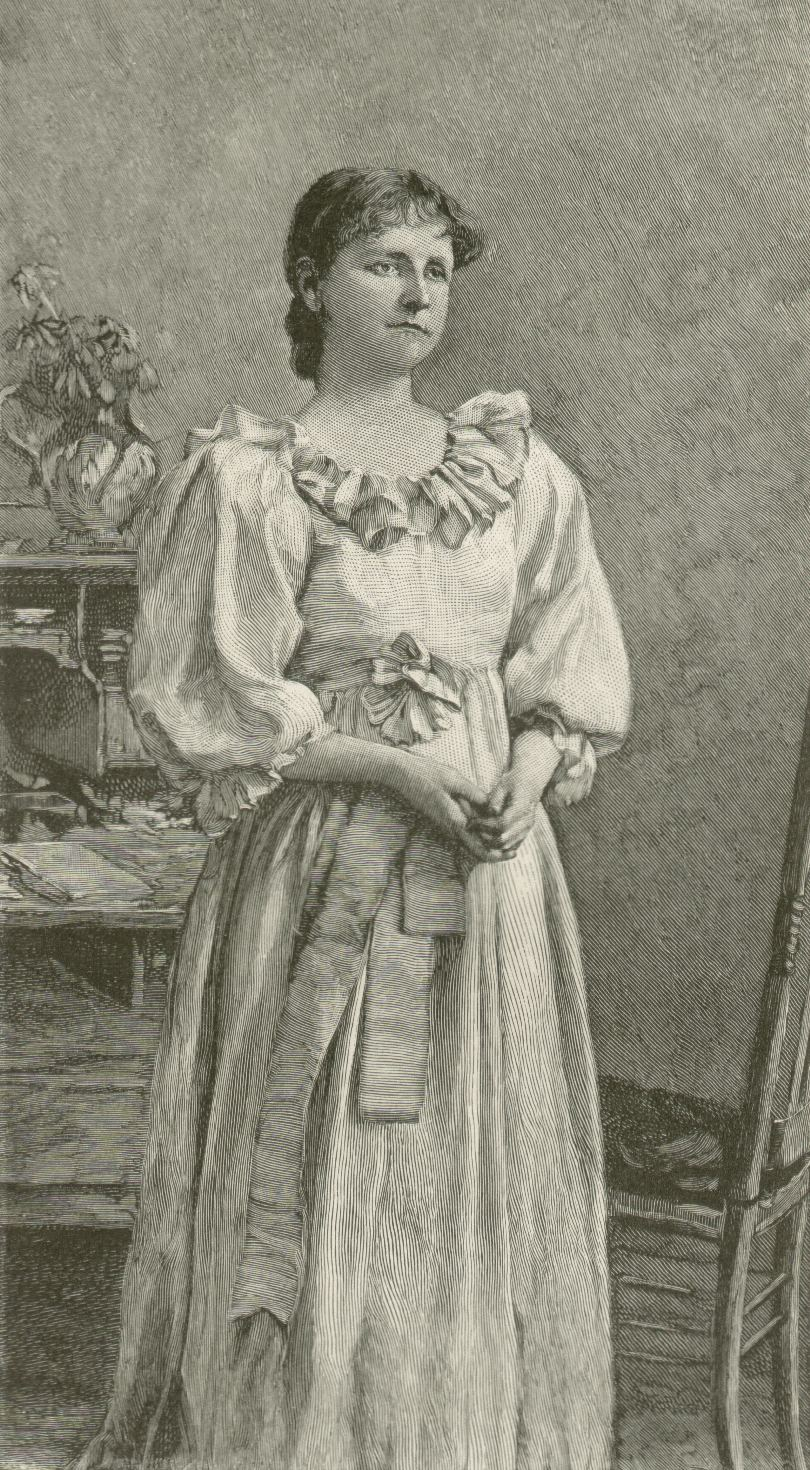
Image de Mary E. Wilkins Freeman numérisée à partir du texte de son roman Jane Field, publié en 1892.

Elle commence à écrire des histoires et des poésies pour enfants dès l'adolescence. Sa carrière de rédactrice de nouvelles débute en 1881 lorsqu'elle obtient la première place dans un concours de nouvelles avec The Ghost Family.  
Lorsque le surnaturel suscite son intérêt, il en résulte un groupe de nouvelles combinant réalisme et surnaturel, qui se révèlent très influentes. Lovecraft, dans une lettre de Juin 1927 adressée à Bernard Austin Dwyer, écrit : "Les meilleurs représentants de la Nouvelle-Angleterre sont Hawthorne et Mary E. Wilkins".  
Elle produit plus de deux douzaines de volumes de nouvelles et de romans publiés. Elle est surtout connue pour deux recueils d'histoires, A Humble Romance and Other Stories (1887) et A New England Nun and Other Stories (1891). 
Avec ses œuvres comprenant des histoires pour enfants, des poèmes et des nouvelles, Mary Eleanor Wilkins Freeman développe ses valeurs féministes. Ses personnages féminins n'ont pas besoin d'aide, ce qui était un trope commun dans la littérature. À travers des personnages tels que Louisa dans sa nouvelle, A New England Nun, elle défie les idées concernant les rôles, les valeurs et les relations féminines dans la société. The Revolt of Mother illustre les luttes des femmes des zones rurales et les fonctions qu'elles assurent au sein de leurs familles. Cette nouvelle aborde les droits des femmes dans le monde rural, l'autonomie financière et cherche à améliorer la structure des familles agricoles au début du XXe siècle. 
En avril 1925, Mary Eleanor Wilkins Freeman devient la première récipiendaire de la médaille William Dean Howells de l'Académie américaine des arts et des lettres. 
Elle meurt d'une crise cardiaque à Metuchen le 15 mars 1930, à l'âge de 77 ans. Elle est enterrée au cimetière Hillside, à Scotch Plains. 
Les textes de Mary Eleanor Wilkins Freeman sont inconnus en France. La volonté des femmes, premier recueil de huit nouvelles traduites en français est publié en 2022.

## Vie privée

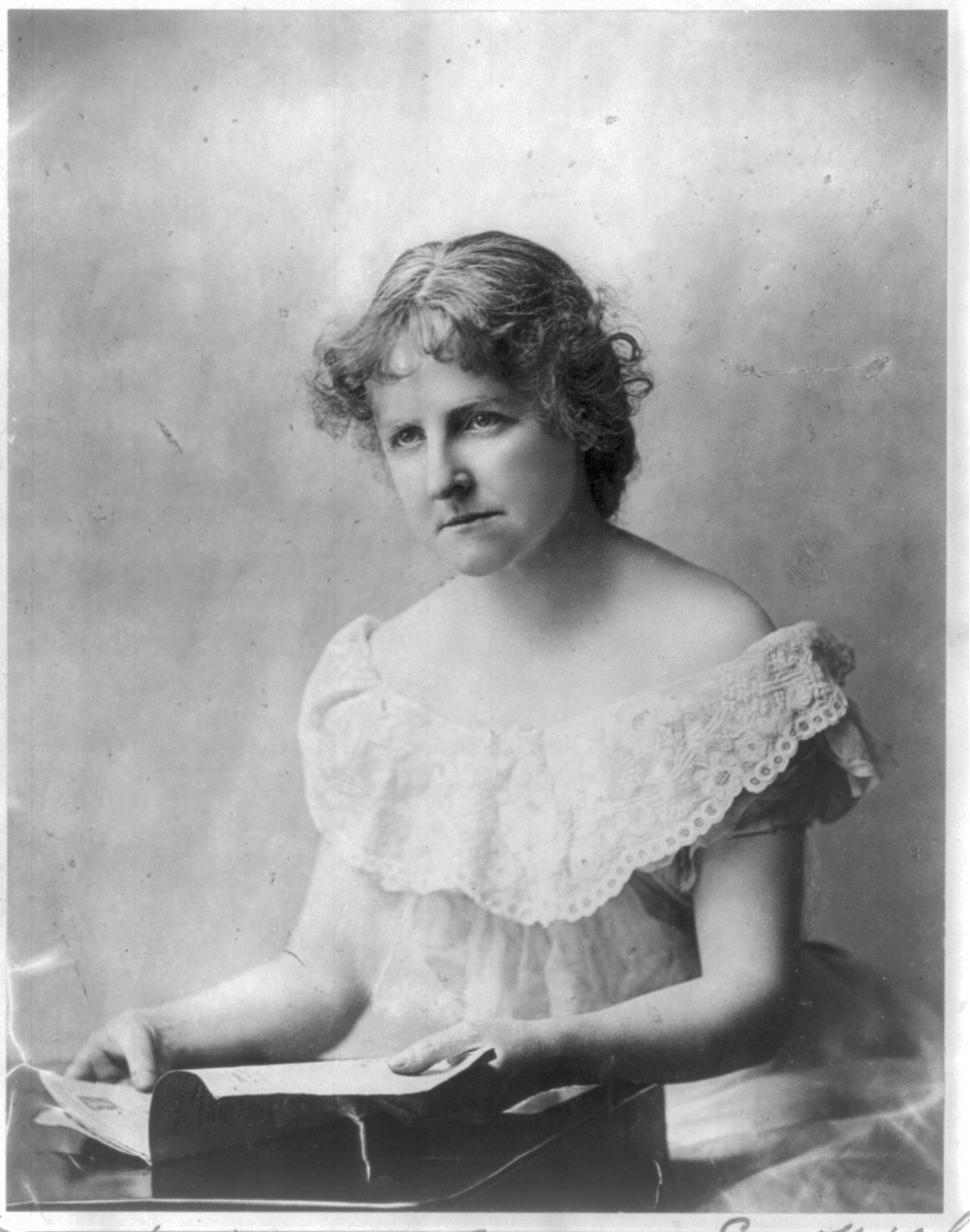
Mary Eleanor Wilkins Freeman en 1900.

Lors d'une visite à Metuchen, dans le New Jersey, en 1892, elle rencontre Charles Manning Freeman, un médecin non pratiquant qui a sept ans de moins qu'elle. Ils se marient le 1er janvier 1902. Immédiatement après, elle demande à son éditeur Harper's d’utiliser le nom de Mary E. Wilkins Freeman, pour toutes les publications de son travail. Le couple construit une maison à Metuchen. Son mari souffre d'alcoolisme et d'une dépendance aux somnifères. Il est interné à l'hôpital psychiatrique du New Jersey à Trenton[Quand ?]. Le divorce est prononcé un an plus tard. 

## Héritage
- L'opéra en un acte The Village Singer de Stephen Paulus est adapté d'une nouvelle de Freeman ; il est commandé par l'Opéra Théâtre de Saint-Louis et est créé en 1979[16],[17].

## Publications
- Decorative Plaques, 1883
- The adventure of d'Ann, 1886
- A Humble Romance and Other Stories, 1887
- A New England Nun and Other Stories, 1891
- The Revolt of Mother, 1891
- Young Lucretia and Other Stories, 1892
- The Pot of Gold and Other Stories, 1892
- Jane Field, 1892
- Giles Corey, 1893
- Pembroke, 1894
- Comfort Pease and Her Gold Ring, 1895
- Madelon, 1896
- Once Upon a Time, 1897
- Jerome, a Poor Man, 1897
- Silence, and other Stories, 1898

- People of Our Neighborhood, 1898
- In Colonial Times, 1899
- The Jameson, 1899
- Evelina's Garden, 1899

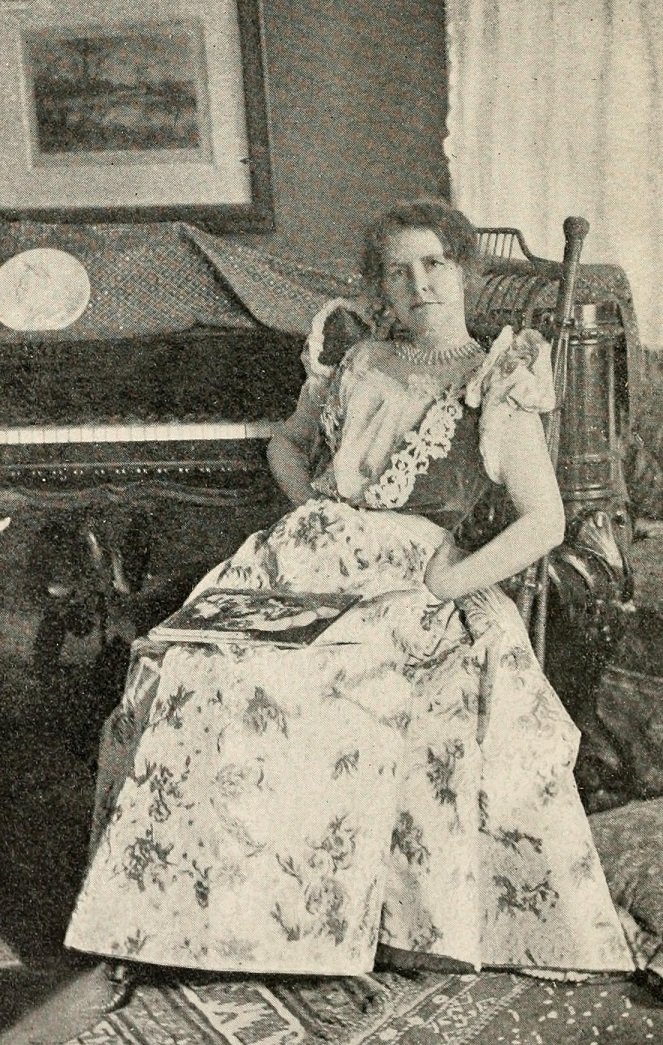
Mary E. Wilkins, photo de la couverture intérieure de People of Our Neighborhood (1898)

- The Love of Parson Lord and Other Stories, 1900
- The Heart's Highway: A Romance of Virginia in the Seventeenth Century, 1900
- Understudies, 1901
- The Portion of Labor, 1901
- A Far-Away Melody and Other Stories, 1902
- Six Trees, 1903
- The Wind in the Rose Bush and Other Stories of the Supernatural, 1903
- The Givers and Other Stories, 1904
- The Debtor, 1905
- Doc Gordon, 1906
- The Fair Lavinia, and Others, 1907
- By the Light of the Soul, 1907
- The Shoulders of Atlas, 1908
- The Winning Lady, and Others, 1909
- The Green Door, 1910
- The Butterfly House, 1912
- The Yates Pride, 1912
- The Copy-Cat, and Other Stories, 1914
- An Alabaster Box, 1917
- Edgewater People, 1918
- The Best Stories of Mary E. Wilkins, 1927
- Collected Ghost Stories, 1974